# Heete
Die Heete (auch Hethe oder Heet) war ein alter Mündungsarm der Weser. Sie wurde um 1450, nach anderen Angaben um 1500 eingedeicht.

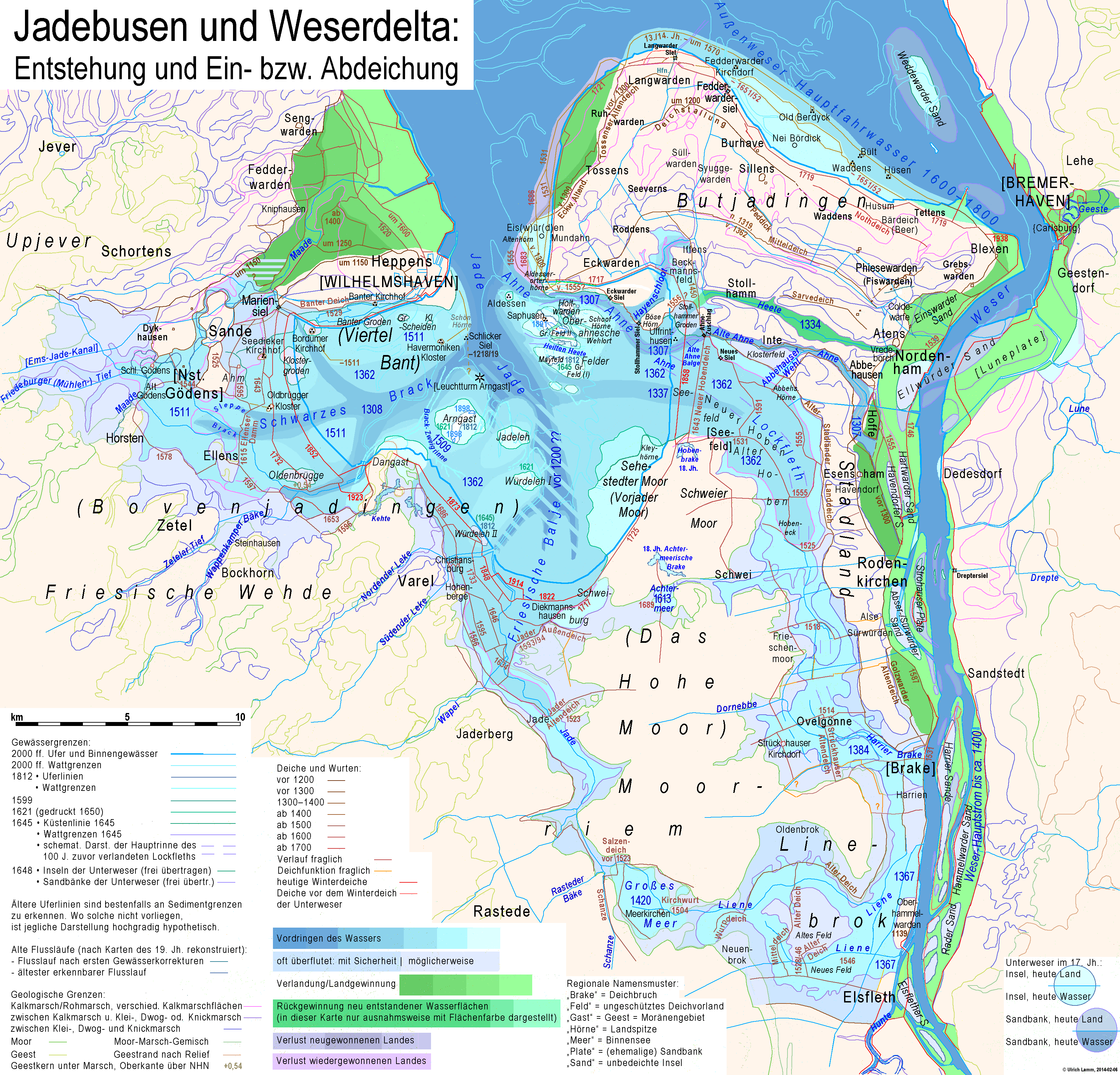
Entwicklung von Jadebusen und Weserdelta; Verlandung seit 1300 entstandener Wasserflächen ab 1500 nur indirekt über die Abdeichung dargestellt

Von der Mitte des 14. bis Anfang des 16. Jahrhunderts hatte die Weser ein Mündungsdelta mit drei Seitenarmen in den im Wesentlichen im 12. Jahrhundert entstandenen Jadebusen. Die Heete verlief westlich des heutigen Nordenham und bildete die Grenze zwischen den Inseln Butjadingen und Stadland. Die Ahne begrenzte das Stadland im Westen; sie floss, um das Lockfleth im Süden verlängert, vom heutigen Brake aus in nordnordwestlicher Richtung in den Jadebusen. Die Liene schließlich zweigte nördlich von Elsfleth vom Hauptstrom der Weser in westlicher Richtung in die Friesische Balge ab, die, östlich von Rastede beginnend und bei Ebbe nordwärts fließend, sich als Vorläuferin des Flusses Jade in den Jadebusen ergoss. Diese drei Hauptarme der Weser verästelten sich wiederum in verschiedene Nebenarme.
Die drei Brackwasser führenden Gewässer Heete, (Alte) Ahne und Lockfleth (mit Neuer Ahne) ebenso wie Friesische Balge sind durch Salzwassereinbrüche aus der Nordsee entstanden, die sich bei Ebbe mit dem süßen Weserwasser füllten. Bei starkem Hochwasser ergab sich eine vierte Verbindung aus der Friesischen Balge (salzig) und dem von der Weser ausgehenden Lienebruch.

## Beschreibung aus dem 18. Jahrhundert
Johann G. Visbeck schrieb 1798 in seinem Handbuch des Herzogthums Oldenburgs:
„Ein dritter Arm der Weser, die Heete (Hethe), kam gleichfalls als ein ziemlich breiter, schiffbarer Fluß in der Gegend von Atens aus der Weser, oder, wie Einige meinen an zwei verschiedenen Stellen, nämlich der Hauptarm in der Nähe des Atenser alten Siels, und der Nebenarm etwas südlicher, in der Gegend des Portsieler Deiches. Der Hauptarm machte die Grenze zwischen Stad- und Butjadingerland, und floß wahrscheinlich, mit der Ahne vereinigt, beim ehemaligen Stollhammer Siel in den Jadebusen. Zur Fluthzeit floß das Wasser aus dem Jadebusen durch Stad- und Butjadingerland in die Weser; zur Ebbezeit umgekehrt. Die ehemalige bedeutende Breite dieses Flusses erhellet schon aus dem Umstande: als in dem Kriege der Stadt Bremen und ihrer Bundesgenossen (1400) mit den Butjadinger Friesen, die Bremer über diesen Fluß eine Schiffsbrücke schlugen, mußten sie 20 Eken (lange, schmale, etwa 10 bis 15 Fuß breite Schiffe) an einander legen. Sie wurde zuerst in der Gegend von Moorsee, wahrscheinlich 1450, zugedämmt, und nachmals an der Weserseite beim Atenser Siel, und ein Theil davon zum Sieltief benutzt. Noch lange nach dieser Zudämmung, wodurch auch das vorhin in der Weser belegene Mittelsand (eine etwa 700 Jück große Weser-Insel) mit dem Oldenburgischen landfest ward, hatte das Weserwasser, insonderheit das des 1746 zugedämmten Weserarmes, die kleine Weser genannt, noch einen sehr starken Zug nach der ehemaligen Heete-Mündung.“